# Xương trắng
Xương trắng (tựa gốc: Winter's Bone) là một phim điện ảnh chính kịch bí ẩn của Mỹ năm 2010 do Debra Granik đạo diễn với kịch bản của Debra Granik và Anne Rosellini. Phim có sự tham gia của Jennifer Lawrence thủ vai một cô gái tuổi teen ở vùng nông thôn Ozarks của Missouri, cô cố gắng bảo vệ gia đình mình khỏi bị trục xuất bằng cách đi tìm người cha đang mất tích. Phim khám phá vè các chủ đề liên quan mối quan hệ trong gia đình và họ hàng, sức mạnh và tốc độ lan truyền của tin đồn, sự tự túc và nghèo đói khi chúng bị thay đổi bởi thế giói ngầm của những phòng thí nghiệm sản xuất ma túy bất hợp pháp. Xương trắng đã giành nhiều giải thưởng, trong đó có Giải thưởng lớn của Ban giám khảo: Phim truyện hay nhất tại Liên hoan phim Sundance 2010. Phim cũng nhận bốn đề cử Oscar cho phim hay nhất, kịch bản chuyển thể xuất sắc nhất, nữ diễn viên chính xuất sắc nhất cho Lawrence và nam diễn viên phụ xuất sắc nhất cho John Hawkes.